# Astérix en Hispanie
Astérix en Hispanie est le quatorzième album de la bande dessinée Astérix, publié en 1969, scénarisé par René Goscinny et dessiné par Albert Uderzo.
Il a été pré-publié dans le journal Pilote du no 498 (22 mai 1969) au no 519 (16 octobre 1969).

## Résumé

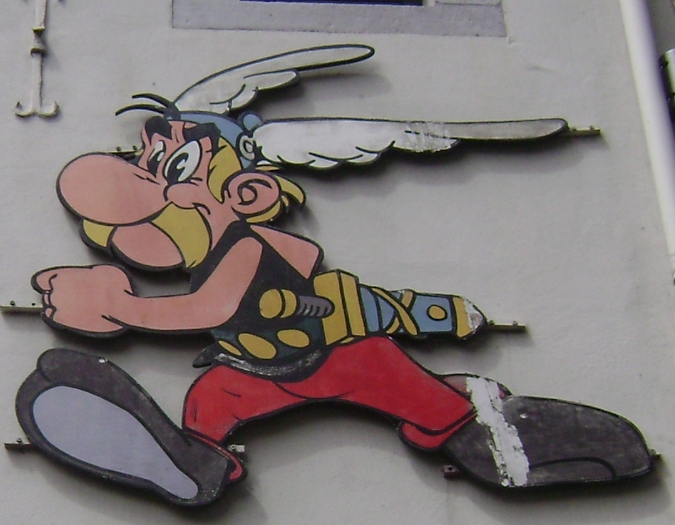
Le héros de la bande dessinée : Astérix le Gaulois

En 45 avant J.-C., toute la région de Munda, en Hispanie, est occupée par les Romains... Toute ? Non ! Un village peuplé d'irréductibles Ibères résiste encore et toujours à l'envahisseur. Pour les forcer à se soumettre, Jules César fait enlever le petit Pépé — fils de Soupalognon y Crouton, le chef de ce village —, l'envoie comme otage au camp de Babaorum et place l'enfant sous la surveillance de Claudius Nonpossumus.
Cependant, dans la forêt proche du village gaulois, Pépé berne ses gardes et rencontre Astérix et Obélix, qui le libèrent et l'emmènent au village. L'enfant étant turbulent et capricieux, il est bientôt décidé de le ramener en Hispanie.
C'est ainsi que le poissonnier Ordralfabétix — propriétaire du seul bateau du village — emmène Pépé, Astérix, Obélix et Idéfix par la mer jusqu'à la frontière. Un guide les conduit ensuite dans les montagnes. En Hispanie, ils rencontrent des Ibères nomades, puis arrivent à Pompaelo, mais sont repérés par Claudius Nonpossumus, qui regagnait sa garnison, croyant l'enfant en sûreté en Armorique. Pour éviter les ennuis, le centurion décide de récupérer discrètement l'otage, avant que César ne soit au courant de son évasion. Pour kidnapper l'enfant, Nonpossumus se fait passer pour un Ibère nommé Dansonsurlepon y Davignon et propose aux trois fugitifs de les emmener en charrette jusqu'à Hispalis. Toujours sur ses gardes, Astérix démasque le légionnaire, mais tous deux sont arrêtés et conduits devant le général commandant la cité. Pendant ce temps, Obélix réussit à ramener Pépé dans son village.
Astérix et Nonpossumus sont condamnés aux arènes d'Hispalis, où le Gaulois, à la manière d'un torero, combat un auroch — courageusement et sans potion magique. Les deux hommes sont finalement graciés : Astérix est libéré et Nonpossumus quitte l'armée romaine pour se faire « aurochéro ». Et grâce à Nonpossumus reconnaissant, Astérix retrouve Obélix et Pépé au village ibère, encerclé par des Romains vite défaits. L'enfant étant sain et sauf, Astérix et Obélix rentrent chez eux, où un banquet les attend.

## Personnages principaux
- Les habitants du village gaulois, dont : 
  - Astérix, guerrier,
  - Obélix, livreur de menhir,
  - Idéfix, chien d'Obélix,
  - Abraracourcix, chef du village,
  - Bonemine, épouse d'Abraracourcix,
  - Assurancetourix, barde,
  - Cétautomatix, forgeron,
  - Agecanonix, vieillard,
  - Panoramix, druide,
  - Ordralphabétix, poissonnier,
  - Iélosubmarine, poissonnière, épouse d'Ordralphabétix ;
- Jules César, imperator romain ;
- général romain ;
- Périclès Soupalognon y Crouton, dit Pépé, petit garçon ibère, fils de Soupalognon y Crouton ;
- Claudius Nonpossumus, centurion romain chargé de surveiller Pépé, se faisant passer ensuite pour un ibère nommé Dansonsurlepon y Davignon, puis devenant un « aurochéro » sous le nom de El Hispaniés ;
- Soupalognon y Crouton, chef ibère d'un village irréductible près de Munda (Montilla), fier et courageux, et père de Pépé ;
- Fercorus, centurion romain du camp de Babaorum ;
- Les pirates, dont : 
  - Barbe-Rouge (non nommé), chef des pirates,
  - Triple-Patte (non nommé), pirate unijambiste disant des citations latines,
  - Baba (non nommé), vigie des pirates ;
- Lachélechampignon y Causon, vendeur de chars à Pompaléo ;
- Namaspamus, gradé romain en patrouille à Hispalis ;
- général à Hispalis ;
- Bégonia, Romaine d'Hispalis, demi-sœur de la cousine par alliance de Jules César.

## Analyse

### Éléments historiques
C'est la première fois qu'est fournie une date précise de l'histoire : l'album commence par « Ce matin du 17 mars, 45 av. J.C., tout est paisible dans le petit village gaulois que nous connaissons bien… ».
L'histoire débute donc en 45 avant Jésus-Christ, près de Munda (Montilla d'après l'auteur), près d'Osuna en Hispanie. Jules César vient de remporter la bataille de Munda, où il a vaincu des partisans de son rival Pompée. Il est dit que cet événement a lieu un an après la bataille de Thapsus, au centre de l'album Astérix légionnaire, qui de ce fait, doit s'être déroulé en 46 avant J.C.
Les héros finissent leur voyage en « Vandalousie » (Andalousie). C'est une référence à une des hypothèses expliquant l'étymologie du nom de l'Andalousie, la liant aux Vandales, peuple germanique qui occupa le sud de l'Espagne de 407 à 429 et l'aurait nommée « Vandalusia ».

### Éléments humoristiques

#### Jeux de mots
Page 22, un personnage commente « Jules César affranchit le rubicond » (synonyme de rougeaud), en parlant d'un esclave roux. Cette phrase forme un jeu de mots (par paronymie) avec l'expression courante « J. C. a franchi le Rubicon », laquelle évoque le cours d'eau franchi par César lors de sa marche sur Rome, geste qui déclencha la guerre entre ses partisans et ceux de Pompée.

#### Le village gaulois
C'est la première apparition du poissonnier du village, Ordralfabétix, et de son épouse Iélosubmarine. Leur création sert de prétexte pour déclencher la première bagarre de la série, constituant un futur running gag : les poissons pas frais, et les bagarres à coup de poissons dans la figure. Ordralfabétix fera dès lors partie des personnages récurrents.
Ordralfabétix, pour prix de ses services, demande à être payé en menhirs car il vient d'hériter d'un terrain qu'il voudrait aménager : première explication, selon les auteurs, du mystère des alignements de menhirs de Carnac (p. 23).
Dans la dernière case, Obélix chante (ou plutôt crie) une chanson hispanique. Cétautomatix se bouche les oreilles et hurle : «Un poisson ! Mon règne pour un poisson ! ». Il s'agit d'une référence à la citation de la pièce Richard III de William Shakespeare : « Un cheval ! Mon royaume pour un cheval ! ».

#### Rome
Jules César célèbre son retour triomphal à Rome, en compagnie d'un barbare aux cheveux roux qu'il a capturé. Dans un geste de clémence, il affranchit le rubicond : jeu de mots avec le Rubicon, fleuve du Nord de l'Italie, que César franchit, sur les traces de Pompée. C'est à cette occasion qu'il aurait prononcé la célèbre formule : Alea jacta est, fréquemment citée dans les albums d'Astérix.

#### Le voyage en Hispanie
De même que Astérix chez les Bretons était très riche de références britanniques en tous genres, Astérix en Hispanie est riche de références espagnoles, aussi bien du point de vue visuel (dessins, caricatures, etc.) et linguistique (expressions, noms des personnages, etc.) que culturel (traditions, modes de vie, cuisine, etc.). De nombreux éléments humoristiques concernant l'Espagne émaillent l'histoire,.
Avant d'entrer en Hispanie, nos héros découvrent le Pays Vascone (l'actuel Pays basque) : l'auberge dans laquelle ils entrent, au milieu des Pyrénées, ressemble aux maisons basques avec ses colombages rouges. On y voit des aulx et du jambon de Bayonne. Parmi les plats proposés, le fameux poulet vascone, c'est-à-dire le poulet basquaise.
Pour passer discrètement en Hispanie, l'aubergiste recommande aux héros un guide faisant partie du peuple des Vaccéens. Ce qui fait dire à Obélix : « Je ne savais pas qu'il fallait un Vaccéen pour entrer en Hispanie » : jeu de mots entre le nom de ce peuple et le vaccin obligatoire pour voyager dans certains pays. Les Vaccéens habitaient alors le centre de l'Hispanie. C'est au Ve siècle que, sous la pression des Wisigoths, ils s'établirent au pied des Pyrénées.
Les héros rencontrent des touristes venus en maisons-roulantes, ancêtres de nos caravanes (p. 27). Ceux-ci, pris dans des embouteillages depuis Burdigala, viennent passer des vacances en Hispanie. On y voit essentiellement des Gaulois (représentant les Français) et des Goths (les Allemands), dans une parodie des bouchons de départ en vacances vers l'Espagne, phénomène prenant de l'ampleur en cette fin de XXe s, ce pays misant sur le tourisme pour dynamiser son économie.

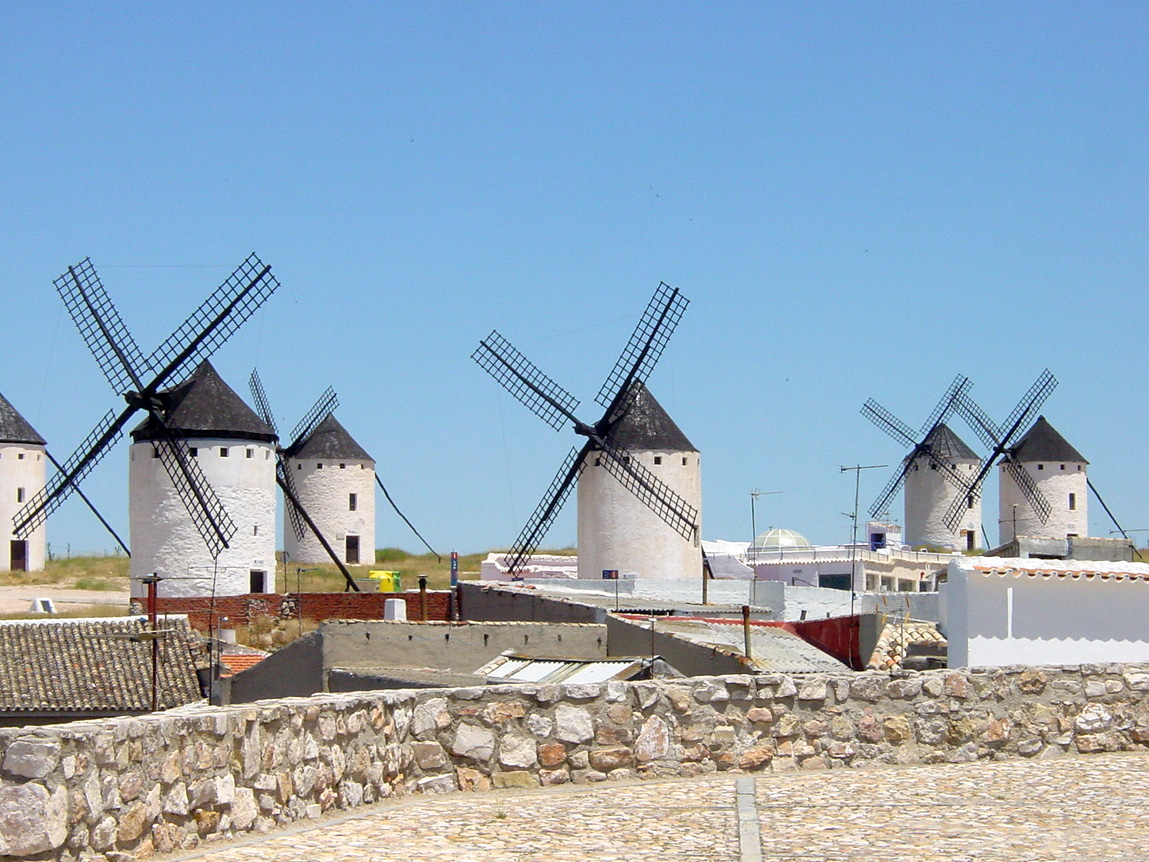
Moulins à vent dans La Mancha.

Planche 28, cases 4 à 6 : Astérix, Obélix et Pépé croisent des caricatures de Don Quichotte et Sancho Panza sur la route les menant à Pompaelo.
Fidèles à leur humour basé sur les stéréotypes nationaux, les auteurs se moquent des particularités des Espagnols et jouent sur les clichés liés à leur pays. Ainsi, Uderzo les a représentés essentiellement en fiers guerriers basanés, ponctuant leurs phrases par les interjections « ¡olé! » et « homme ». Ce qui lui fut un peu reproché.
De même, les Ibères d'Astérix portent de longs noms composés, en allusion au système traditionnel des noms espagnols.

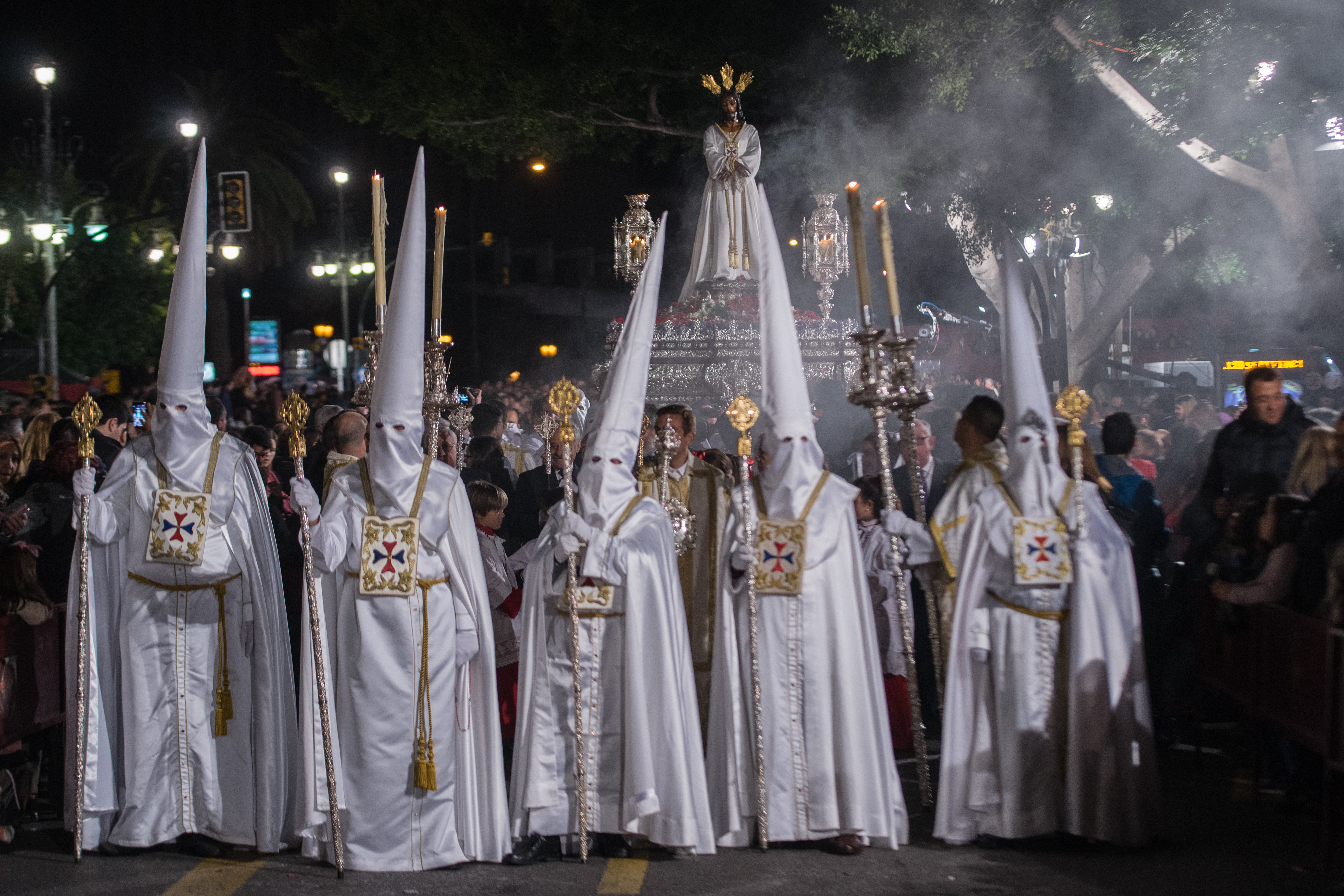
Procession catholique de Séville

Lors de la traversée du pays, chaque ville célèbre une procession druidique, parodie des processions catholiques de la Semaine sainte, dont celle de Séville est la plus célèbre.
Planche 40, case 8 : Gérard Calvi apparaît en chef d'orchestre de la fanfare romaine dans le cirque d'Hispalis. À l'époque où l'album est conçu, il a composé les musiques des dessins animés Astérix le Gaulois (1967) et Astérix et Cléopâtre (1968). Par la suite, il signe celles des Douze Travaux d'Astérix (1976).
Après la victoire d'Astérix, Nonpossumus décide de se faire « aurochero ». Une note des auteurs vient préciser que l'emploi du mot « aurochéador » est inexact, par allusion à la confusion récurrente entre les termes toréro et toréador : le second étant un terme vieilli (popularisé par l'opéra Carmen de Georges Bizet), il est plus juste d'utiliser le premier. Nonpossumus décide de se renommer « El Hispaniés », sans doute une allusion à « El Cordobés », pseudonyme porté par plusieurs célèbres matadors espagnols.

### Villes et lieux traversés
- Le village gaulois
- Pompaelo, Pampelune
- Cauca, Coca
- Segovia, Ségovie
- Helmantica, Salamanque
- Corduba, Cordoue
- Hispalis, Séville
- Le village de Pépé situé dans un rayon de 50 km vers Osuna ou Montilla

### Chansons
- Je suis un petit garçon, fils de Gaulois moyen !, chanté par Assurancetourix, parodiant la chanson Petite fille de Français moyen, de Sheila.
- J'vous eï apporteï des sangliers…Les sangliers, ça est tellement bon !, chanté par Assurancetourix, parodiant la chanson Les Bonbons, de Jacques Brel.

### Citations latines
- Veni, vidi, vici (Je suis venu, j'ai vu, j'ai vaincu) : phrase prononcée par Jules César dans sa tente en Hispanie.
- Beati pauperes [in] spiritu (Bienheureux les pauvres en esprit) : phrase prononcée par Claudius Nonpossumus.
- Panem et circenses (Du pain et des jeux) : mots prononcés par le général à Hispalis.

### Fautes d'orthographe
- Dès la première page, planche 1B, Jules César dit : « Légionnaires, je suis contents de vous ! » (faute corrigée dans les éditions récentes).
- Planche 5A, le légionnaire dit à Pépé : « Non, non et non ! Tu nous a empoisonné tout le voyage avec tes caprices ! Tu nous a mordus, énervés, fatigués... » (au lieu de « Tu nous as... ») (faute corrigée dans les éditions récentes).
- Planche 17B « Je peu remonter guetter, maintenant ? » (au lieu de « Je peux... ») (faute corrigée dans les éditions récentes).
- Planche 43A, Bégonia dit : « Non ! Je demande la grâce de cet homme courageux et galand. » au lieu de « galant » (faute corrigée dans les éditions récentes).

## Tirage
Tirage original : 1 100 000 exemplaires.

## Projets d'adaptations
Après Astérix et Obélix : Mission Cléopâtre (2002) d'Alain Chabat, le producteur Claude Berri confie à un autre artisan de comédies populaires, Gérard Jugnot, la création d'un troisième film en prise de vues réelles, d'après Astérix en Hispanie. Autour de Christian Clavier et Gérard Depardieu des deux précédents films, Jugnot compte rassembler le reste de la troupe du Splendid — Michel Blanc dans le rôle de Jules César, Thierry Lhermitte en Assurancetourix, Josiane Balasko, Marie-Anne Chazel, Bruno Moynot et lui-même en centurion — ou encore son actrice-fétiche Victoria Abril,,. Le tournage d'Astérix et Obélix en Hispanie, écrit avec Philippe Lopes-Curval, est prévu pour mars 2004 et la sortie en salles en 2005. Peu enthousiasmé par une nouvelle adaptation live, préférant revenir aux dessins animés, Albert Uderzo désapprouve le scénario,,. L'arrêt du projet est communiqué en août 2003,,. L'acteur-réalisateur déclare à la presse « le « non » d'Uderzo a été catégorique. Je ne suis ni aigri ni frustré, si ce n'est que j'ai passé huit mois à écrire et préparer un film. Tout ça pour rien alors que je m'étais mis au service d’Astérix et Obélix. Je serais resté fidèle à la bande dessinée, mais avec quelques idées bien à moi. Et puis, j'avais vraiment envie de le mettre en scène. Un tel film, ça ne se refuse pas ». La troupe du Splendid se réunit au lieu de cela pour Les Bronzés 3 (2006),. Le troisième film live est finalement Astérix aux Jeux olympiques, sorti en 2008,.
Au début des années 2010, M6 lance le neuvième dessin animé tiré d'Astérix, pour la première fois en l'animation 3D par images de synthèse,. La chaîne soumet au réalisateur choisi, Alexandre Astier, d'adapter Astérix en Hispanie mais ce dernier se pense incapable de pouvoir moderniser cet album : « À l'origine, on m’avait proposé Astérix en Hispanie. C'est un super album, mais ça me paraissait difficile d’en faire un film. Il n'y a pas de vrai méchant, la vision de l’Espagne et des congés payés est très sixties… J'ai proposé Le Domaine des dieux, qui est l'un de mes trois albums préférés ». Astérix : Le Domaine des dieux est ainsi produit à la place et sort en novembre 2014.